# Dytiscus semisulcatus
Dytiscus semisulcatus är en skalbaggsart som beskrevs av Otto Friedrich Müller 1776. Dytiscus semisulcatus ingår i släktet Dytiscus och familjen dykare. Arten är reproducerande i Sverige. Inga underarter finns listade i Catalogue of Life.

## Bildgalleri

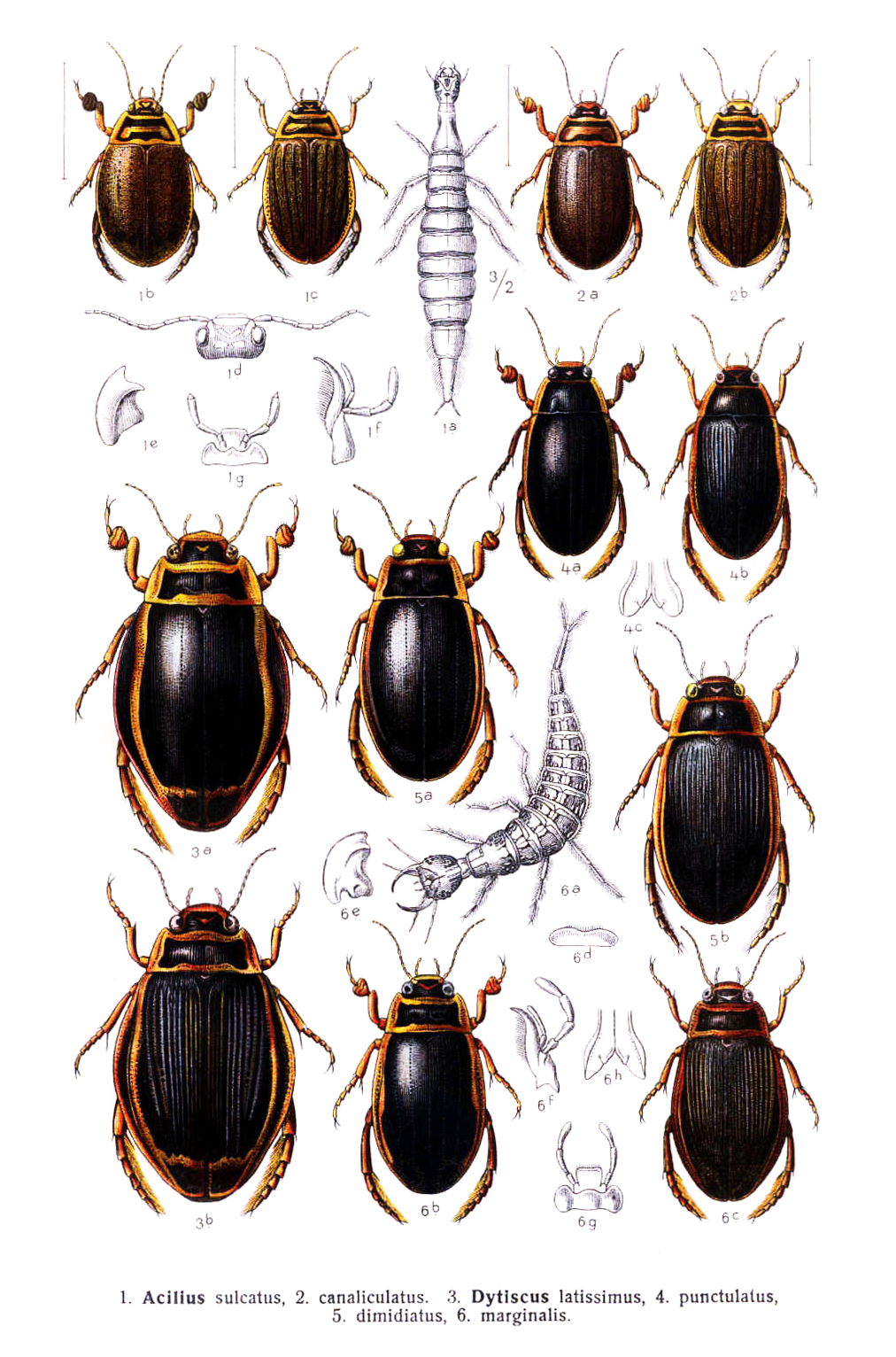
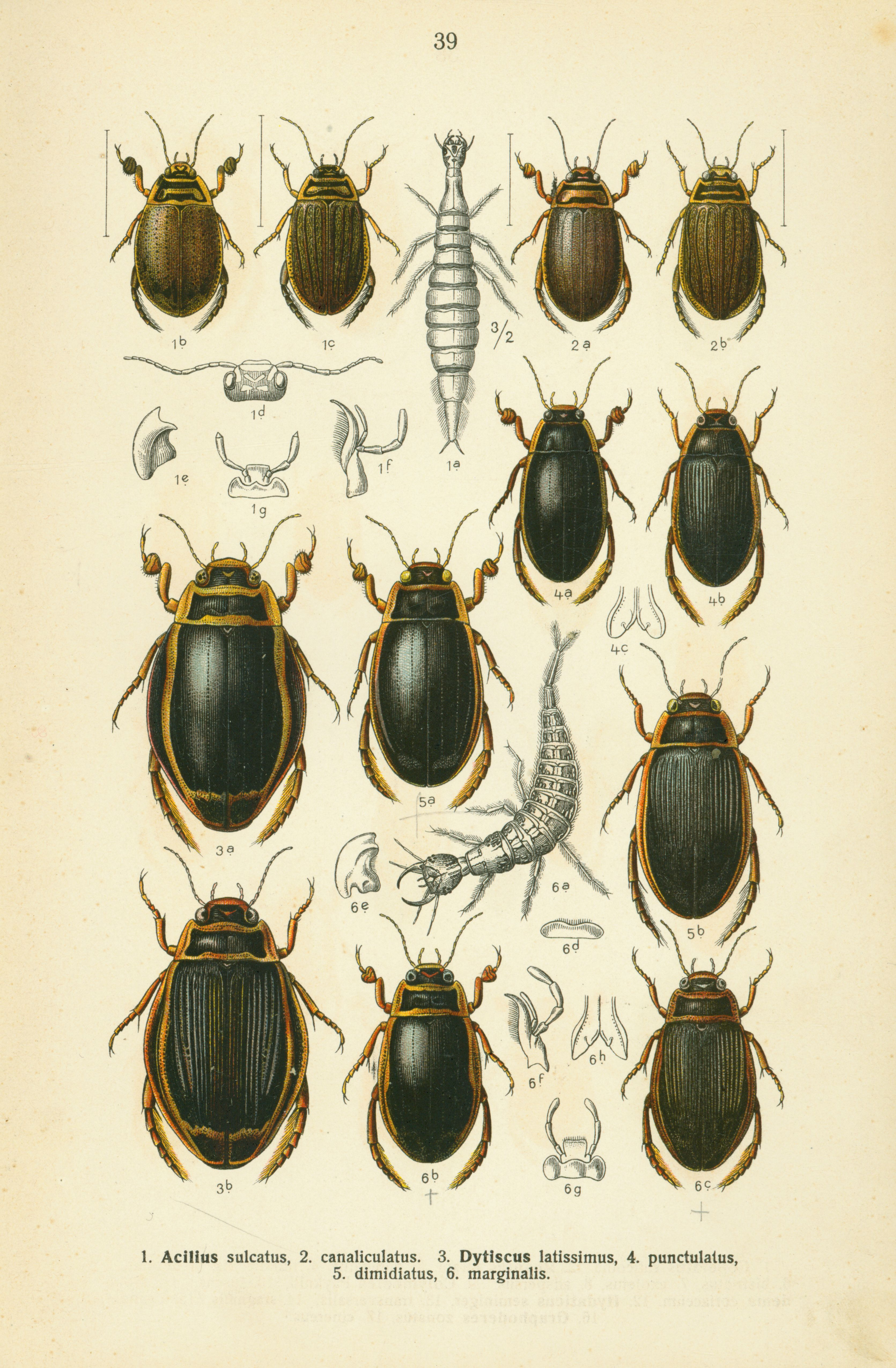